# Narraga alternaria
Narraga alternaria là một loài bướm đêm trong họ Geometridae.